# Ventos no Brasil

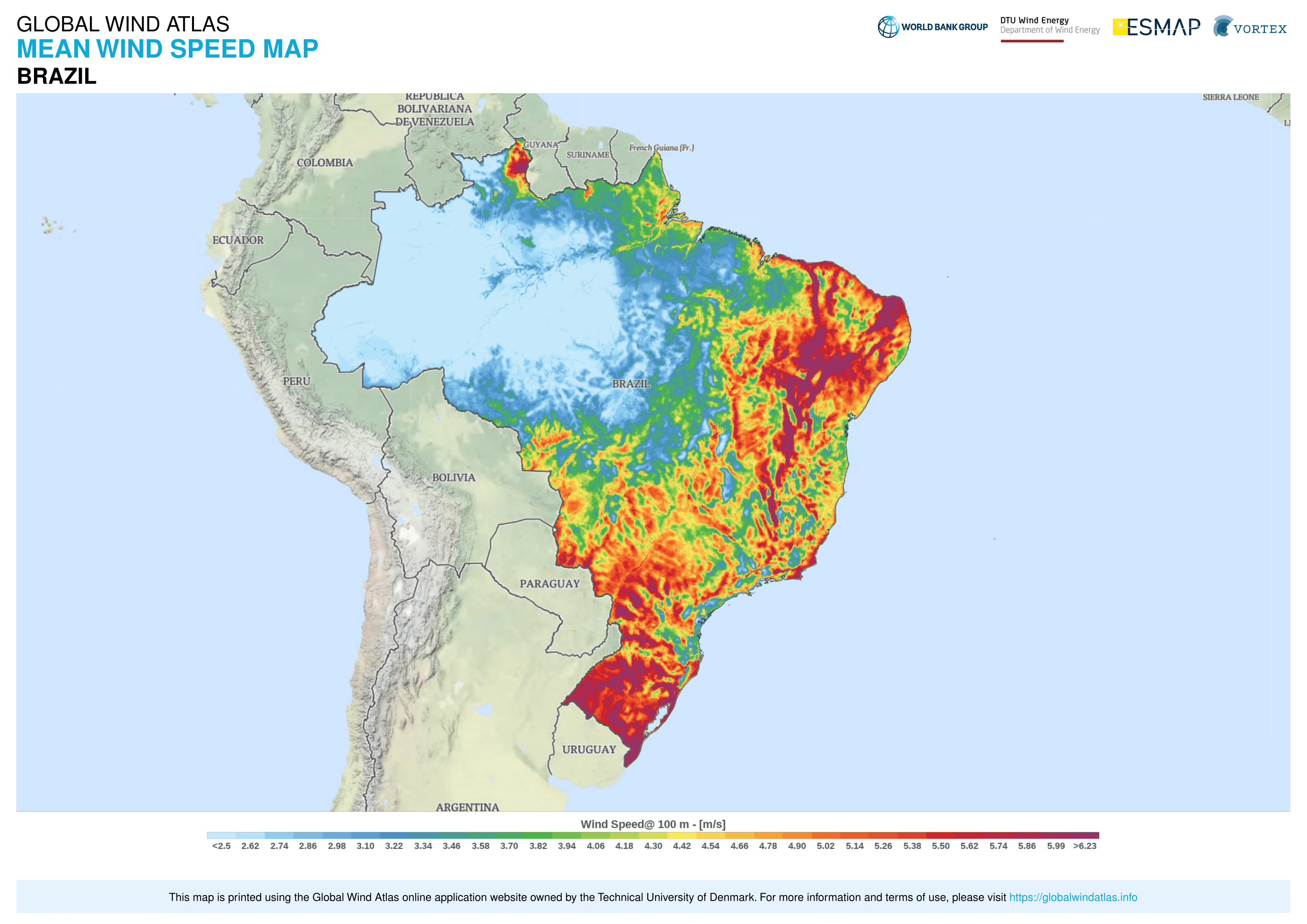
Velocidade média do vento no Brasil.

Os ventos no Brasil possuem um regime bastante complexo. Sobressaem no país os sistemas de alta pressão do anticiclones subtropicais do Atlântico sul e do Atlântico Norte, e a faixa de baixas pressões da depressão equatorial. No Sudeste, os ventos sopram de leste a nordeste, com origem no anticiclone subtropical atlântico que é semifixo, recebendo ainda a influência de diversos outros fatores como o jato subtropical e o aquecimento continental.
Graças às correntes aéreas derivadas dos ventos alísios oriundos no oceano Atlântico, um verdadeiro rio voador alimenta de umidade a floresta amazônica que, barrada pela Cordilheira dos Andes, segue então para o sul (com cerca de 40% da umidade), irrigando os estados de Rondônia, Mato Grosso, Mato Grosso do Sul, São Paulo e, finalmente, o Paraná.
O estado com maior potencial de geração de energia eólica é a Bahia, sendo o maior parque da América Latina sediado em Caetité, chamado Complexo Eólico do Alto Sertão.